# Symsagittifera roscoffensis
Symsagittifera roscoffensis (лат.) — вид мелких свободноживущих червей из семейства Convolutidae класса бескишечных турбеллярий.

## Описание
Длина червей составляет порядка 15 мм. Отличительной особенностью является симбиоз с зелёными водорослями Tetraselmis convolutae, которые локализуются в клетках паренхимы и придают представителям вида зелёную окраску. Во взрослом состоянии питается органическими веществами, вырабатываемыми водорослями, хотя ротовое отверстие сохраняется. Взамен червь предоставляет симбионтам убежище и ряд преимуществ в части питания.

## Ареал
Обитает на мелководье возле песчаных берегов практически на всём атлантическом побережье Европы, от Уэльса до севера Испании и Португалии.

## Таксономия
Первоначально род назывался Simsagittifera; Мамкаев и Костенко в 1991 году изменили название на Symsagittifera, однако в работе Faubel и др. 2004 года указывается, что должно быть возвращено название Simsagittifera.
Видовое название roscoffensis происходит от французского города Роскоф, где вид был описан.

## Взаимодействие с человеком
Symsagittifera roscoffensis является одним из модельных организмов для изучения развития двусторонне-симметричных животных.